# Eustra
Eustra is een geslacht van kevers uit de familie van de loopkevers (Carabidae). De wetenschappelijke naam van het geslacht is voor het eerst geldig gepubliceerd in 1846 door Schmidt-Gobel.

## Soorten
Het geslacht Eustra omvat de volgende soorten:
- Eustra andrewesiana Deuve, 2001
- Eustra bryanti Andrewes, 1919
- Eustra caeca Ueno, 1981
- Eustra ceylanica Deuve, 2001
- Eustra chinensis Banninger, 1949
- Eustra crucifera Ueno, 1964
- Eustra csikii Jedlicka, 1968
- Eustra deharvengi (Deuve, 1986)
- Eustra gomyi Deuve, 2001
- Eustra hammondi Deuve, 2001
- Eustra honchongensi Deuve, 1996
- Eustra indica Deuve, 2001
- Eustra japonica Bates, 1892
- Eustra lao Deuve, 2000
- Eustra lebretoni Deuve, 1987
- Eustra leclerci (Deuve, 1986)
- Eustra matanga Andrewes, 1919
- Eustra nageli Deuve, 2005
- Eustra plagiata Schmidt-Goebel, 1846
- Eustra pseudomatanga Deuve, 2001
- Eustra saripaensis Deuve, 2002
- Eustra storki Deuve, 2001
- Eustra taiwanica Deuve, 2001
- Eustra troglophila Deuve, 1987